# Blankenberg (Rosenthal am Rennsteig)

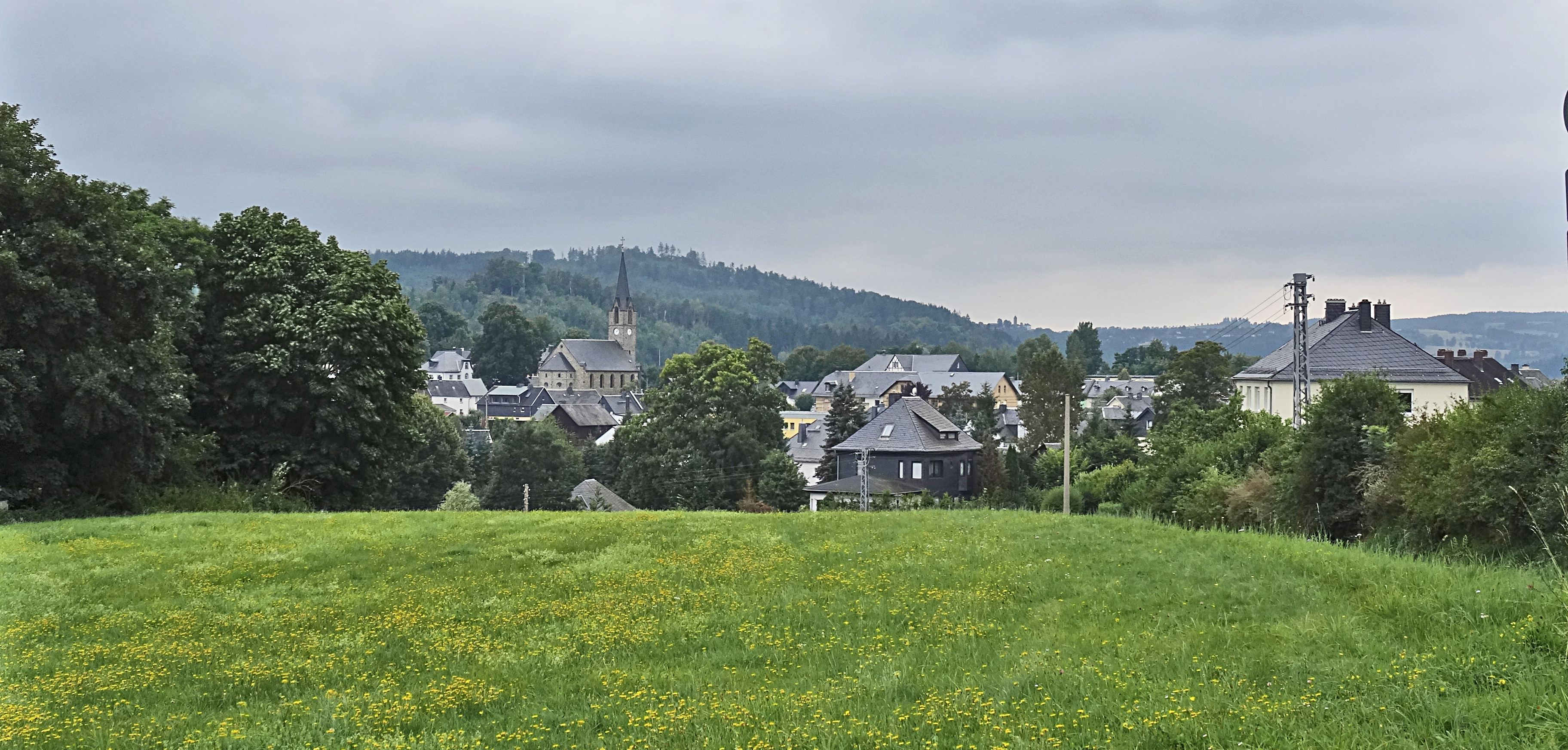
Ansicht von Nordosten

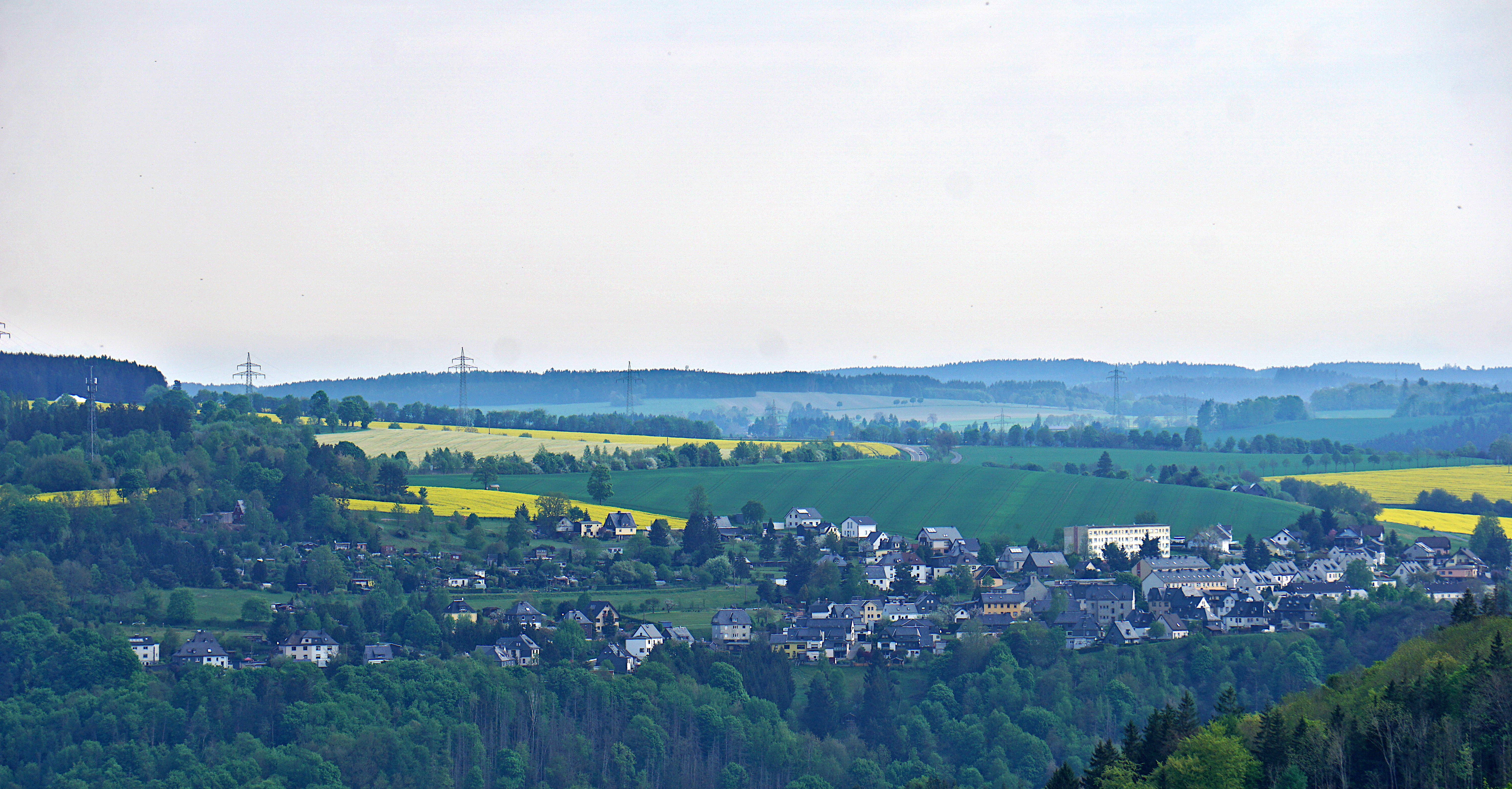
Ansicht von Lichtenberg aus

Blankenberg ist ein Ortsteil der Gemeinde Rosenthal am Rennsteig im Saale-Orla-Kreis in Thüringen.

## Geographie

### Geographische Lage
Blankenberg liegt im Süden des Saale-Orla-Kreises, wo die Saale, von Bayern kommend, ihren Weg durch Thüringen fortsetzt und den Ort in einem Bogen umfließt. Die Gemeinde erstreckt sich entlang eines Bergrückens. Der Anger liegt auf einer Höhe von etwa 460 m ü. NN, die Kirche auf 500 m ü. NN und der Sportplatz am Galgenbühl auf 560 m ü. NN.

### Nachbarorte

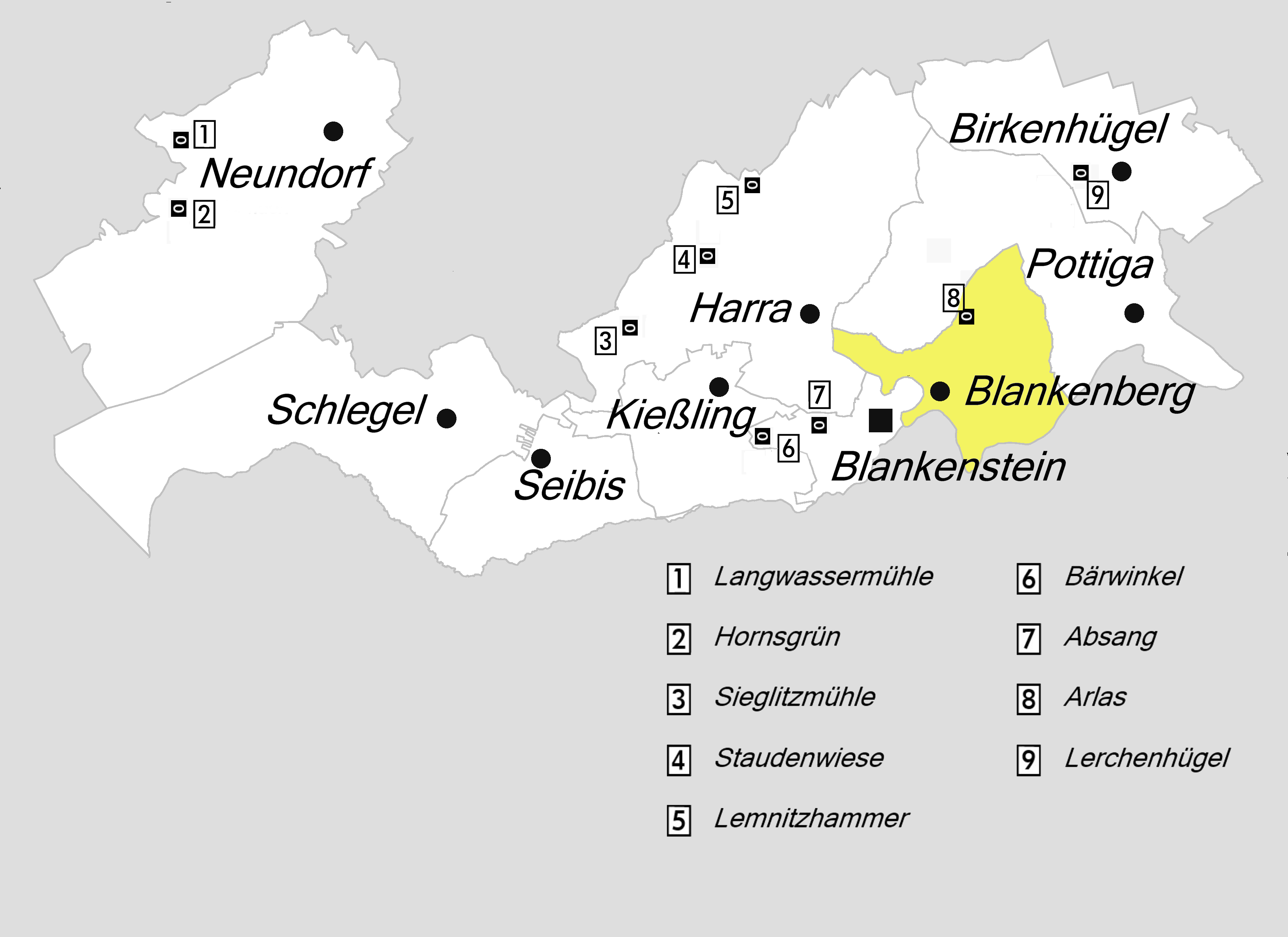
Blankenberg und thüringische Nachbarorte

Angrenzende Orte sind Blankenstein, Harra und Pottiga im Saale-Orla-Kreis sowie Issigau im bayerischen Landkreis Hof.

## Geschichte
Die erste urkundliche Erwähnung der „Veste Planckenberg“ stammt vom 9. Januar 1212.
Diese Burg kann als Stammsitz derer von Blanckenberg angesehen werden und wechselte nach dem Aussterben der Familie öfter den Besitzer.
Bis ungefähr 1258 war Blankenberg ein Reichslehen und ein Teil des von den Staufern gebildeten  Regnitzlandes, verwaltet von den Vögten von Gera. Ab 1258 gehörte Blankenberg zur Markgrafschaft Meißen. 1371 wurde es an die böhmischen Könige verkauft und war fortan böhmisches Kronlehen. Ab 1422 kam der in böhmischen Besitz befindliche Teil des Vogtlandes, darunter Blankenberg, an die Kurfürsten von Sachsen. Die Zugehörigkeit zu Kursachsen blieb bis 1815 bestehen. Von 1547 bis 1563 war es im Lehensbesitz der Herren von Plauen und Burggrafen von Meißen.
Aber auch innerhalb von Kursachsen wechselte die Herrschaft Blankenbergs des Öfteren. So unterstand Blankenberg mit dem Amt Plauen von 1485 bis 1547 der ernestinischen, von 1563 bis 1656 der albertinischen Linie und von 1656 bis 1718 dem Herzogtum Sachsen-Zeitz. Diese Linie erlosch 1718 und der Besitz fiel erneut an Kursachsen, das 1806 im Königreich Sachsen aufging.
Mit dem Wiener Kongress von 1815, in dessen Folge Sachsen große Gebietsverluste hinnehmen musste, kam Blankenberg unter Kontrolle Preußens und gehörte als Exklave zum neu gebildeten Landkreis Ziegenrück.
Am 25. Februar 1947 erklärte der Alliierte Kontrollrat Preußen für nicht mehr existent. Damit gehörte Blankenberg zu Thüringen, das als eines der fünf Länder der Sowjetischen Besatzungszone neu gegründet wurde. Vier Jahre später wurde Thüringen wie die übrigen Länder der DDR aufgelöst und Blankenberg gehörte fortan zum Bezirk Gera.
Die mittelalterliche Burg Blankenberg, seit der frühen Neuzeit zu einem Schloss umgebaut, wurde am 14. Juni 1948 auf der Grundlage des Befehls Nr. 209 der Sowjetischen Militäradministration in Deutschland gesprengt. Bauliche Reste des Schlosses wurden nach 1990 freigelegt. Im Jahr 2007, anlässlich der 775-Jahr-Feier, wurde ein Modell des Schlosses im Maßstab 1:10 auf einem Rondell am Fuß der Ruine aufgestellt.
Am 1. Januar 2019 schlossen sich Blankenberg und dessen Ortsteil Arlas mit sechs weiteren Gemeinden zur Einheitsgemeinde Rosenthal am Rennsteig zusammen. Blankenberg gehörte seit 1994 zur Verwaltungsgemeinschaft Saale-Rennsteig.

## Einwohnerentwicklung

### Einwohnerentwicklung seit 1994
(Stand 31. Dezember):

## Religion
38 % der Einwohner von Blankenberg sind evangelisch, 1 % katholisch. Die Gnadenkirche gehört zum Pfarrbereich Blankenberg im Kirchenkreis Schleiz der Evangelischen Kirche in Mitteldeutschland. Die Katholiken sind der Pfarrei St. Paulus mit Sitz in Schleiz, Bistum Dresden-Meißen, angeschlossen, deren nächste Filialkirche Christus König im etwa 10 km entfernten Bad Lobenstein ist. Etwas näher liegt die Pfarrkirche Maria Königin des Friedens im oberfränkischen Bad Steben, Erzbistum Bamberg.

## Politik

### Gemeinderat
Seit der Gemeinderatswahl 2014 setzte sich der Gemeinderat wie folgt zusammen:

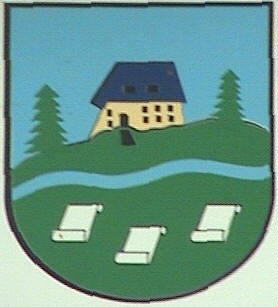
Wappenfoto

- SPD 5 Sitze (65,0 %)
- CDU 3 Sitze (35,0 %)

### Bürgermeister
Bei den Bürgermeisterwahlen am 27. Juni 2004 erhielt Hans Wietzel (SPD) mit 98,4 % der Stimmen im ersten Wahlgang die absolute Mehrheit und ging damit in seine zweite Amtszeit.
Bei den Bürgermeisterwahlen am 6. Juni 2010 erhielt er wiederum mit 98,9 % der Stimmen im ersten Wahlgang die absolute Mehrheit für seine dritte Amtszeit.

### Wappen
Das Wappen zeigt das Blankenberger Schloss. Die Bäume stehen für den Waldreichtum der Region, der Fluss symbolisiert die Saale und die drei Papierrollen stehen für die Papierfabrik und die ansässige Papierindustrie.

## Kultur und Sehenswürdigkeiten

### Gnadenkirche

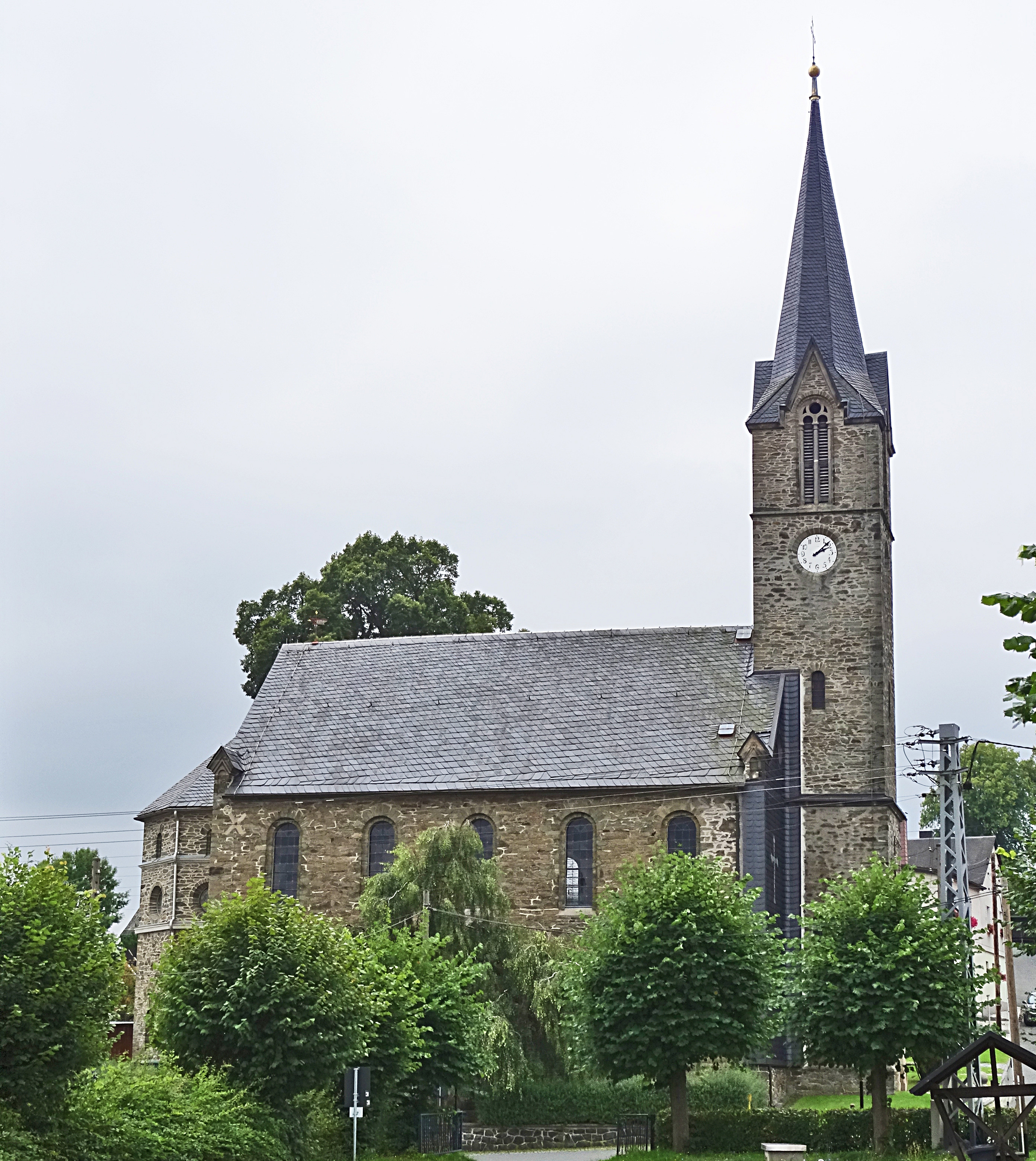
Gnadenkirche zu Blankenberg

Die Gnadenkirche zu Blankenberg ist im neoromanischen Stil in Ost-West-Richtung gebaut. Ihre Außenwände bestehen aus unverputztem Naturstein.
1852 fasste man den Entschluss, eine Kirche in Blankenberg zu bauen, da die Kirche in Arlas wegen Einsturzgefahr geschlossen werden musste. Das Bauvorhaben scheiterte jedoch immer wieder an den nötigen finanziellen Mitteln. Nach einer Ministerialerklärung des königlich bayerischen Staatsministeriums vom 14. April 1860, dem seit 1856 Verhandlungen zwischen Bayern und Preußen vorangingen, bekam Blankenberg eine eigene Pfarrei und wurde von der Mutterkirche in Berg getrennt. Nach der Planungsphase wurde dem königlich preußischen Baumeister Otto Hentsch die Bauleitung übertragen, der erste Spatenstich erfolgte am 12. Mai 1860. Großzügige Spenden des Blankenberger Papierfabrikanten Flinsch und des preußischen Königs und späteren Deutschen Kaisers Wilhelm I. ermöglichten ein rasches Voranschreiten des Kirchenbaus.
Das Baumaterial bezog man hauptsächlich aus der näheren Umgebung. Die Steine kamen aus dem egelkraut’schen Steinbruch in Blankenberg, das Holz aus dem reußischen Forst in Arlas und der Sand aus der Pottigaer Flur. Am 7. Juni 1861 wurde das Richtfest gefeiert und am 15. Oktober 1862 die Kirche geweiht. Sie beherbergt noch die Orgel aus ihrer Erbauungszeit von dem Werdauer Orgelbauer Johann Gotthilf Bärmig.

### Pfarrhaus

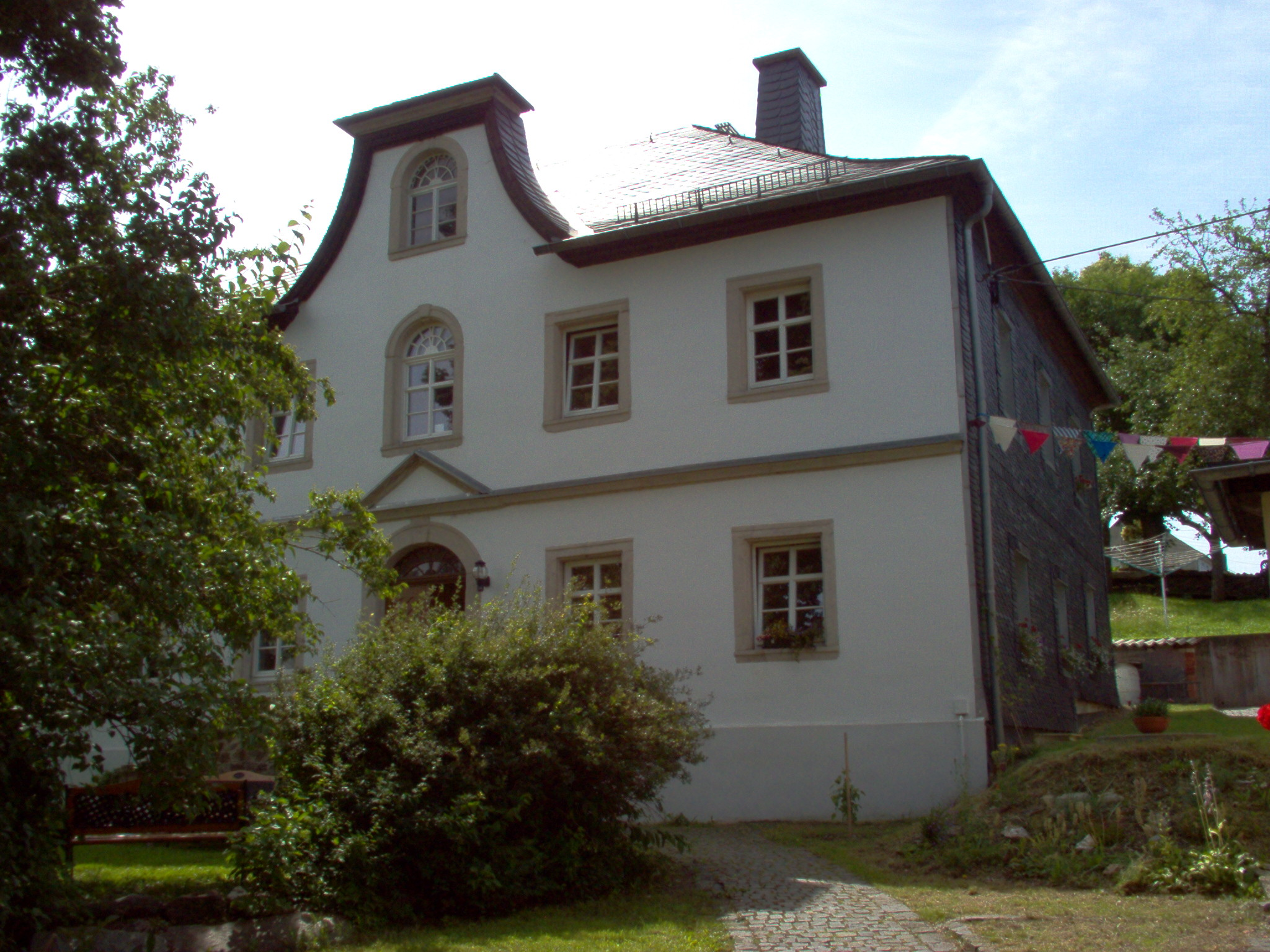
Pfarrhaus Blankenberg

Das zum damaligen Rittergut Blankenberg gehörende Jägerhaus wurde nach dem Bau
der Kirche gekauft und als Pfarrhaus eingerichtet. Datierungshinweise zum Pfarrgebäude fehlen. Jedoch lassen die Proportionen, die Bauform und die Fassadendetails vermuten, dass es sich um ein Gebäude des mittleren bzw. ausgehenden 18. Jahrhunderts handelt. Noch erkennt man auch die kleine parkähnliche Anlage vor dem Gebäude.

### Gefallenendenkmal
Am 23. November 1923 wurde vor der Nordseite der Kirche zwischen zwei Hänge-Birken ein Kriegerdenkmal aus Bobengrüner Kalkmarmor für die Gefallenen des Ersten Weltkrieges eingeweiht. 1998 wurden zwei Gedenktafeln mit den Namen der Blankenberger Kriegsopfer des Zweiten Weltkrieges rechts und links vom Kriegerdenkmal angebracht, das alte Kriegerdenkmal wurde grundlegend saniert. In der Zwischenzeit wurde den Gefallenen auf einer Gedenktafel im Inneren der Kirche gedacht.

### Friedhof
Die Blankenberger Toten wurden früher in Berg und bis 1846 auch auf dem Gottesacker bei der Arlaser Kirche begraben. Diesen nutzten preußische und reußische Einwohner gleichermaßen. 1846 legte Blankenberg einen eigenen Gottesacker im Ort an. 1917 erwarb die Gemeinde von der Kirche für die Erweiterung des Friedhofes die angrenzende Pfarrwiese, auf der 1925 der Blankenberger Baumeister Vogel die Leichenhalle errichtete.
Auf dem Blankenberger Friedhof befand sich die Familiengruft der Papiermacherfamilie Flinsch.

### Weitere Sehenswürdigkeiten

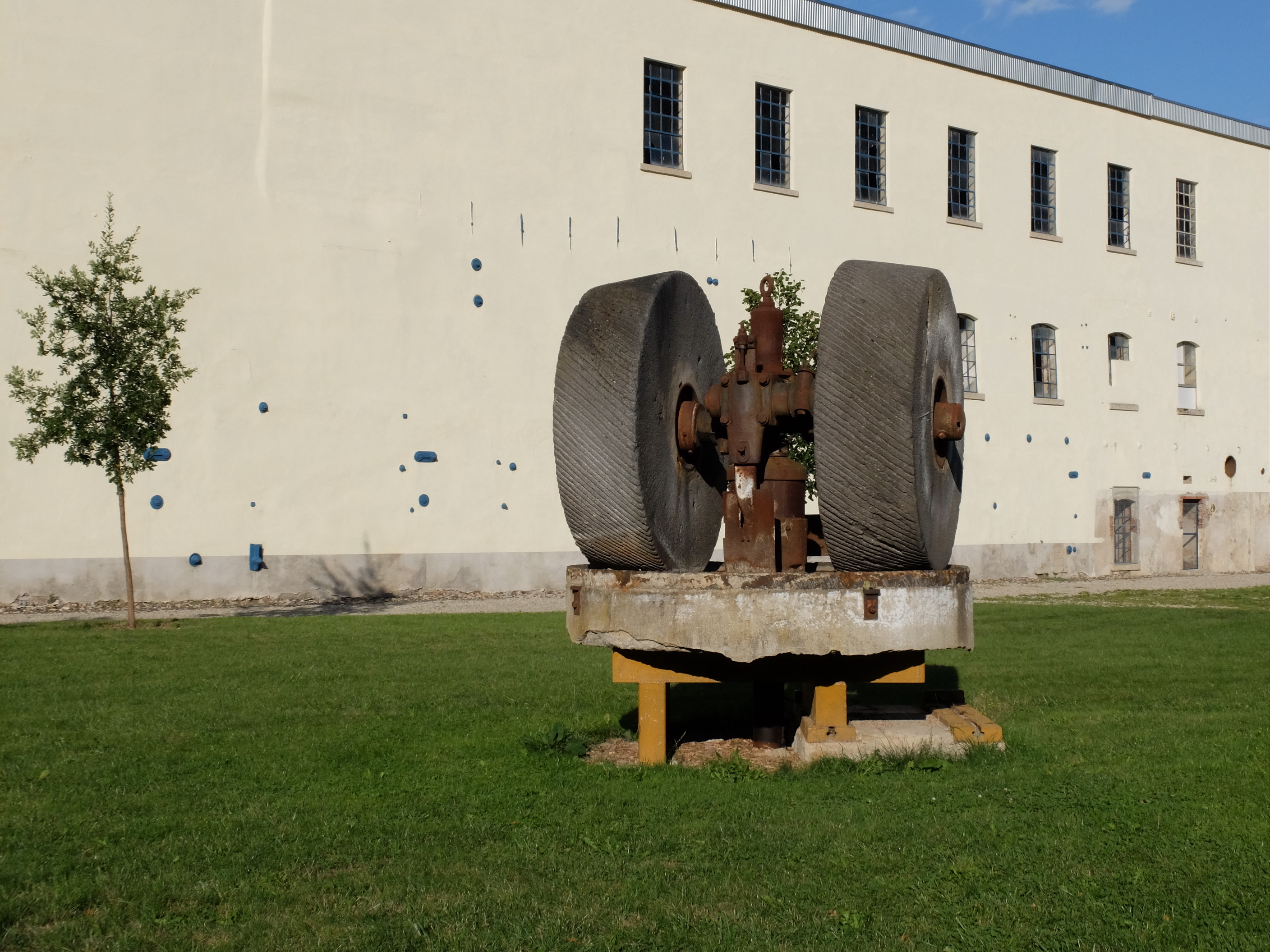
Der Kollergang mit der alten Papierfabrik Blankenberg

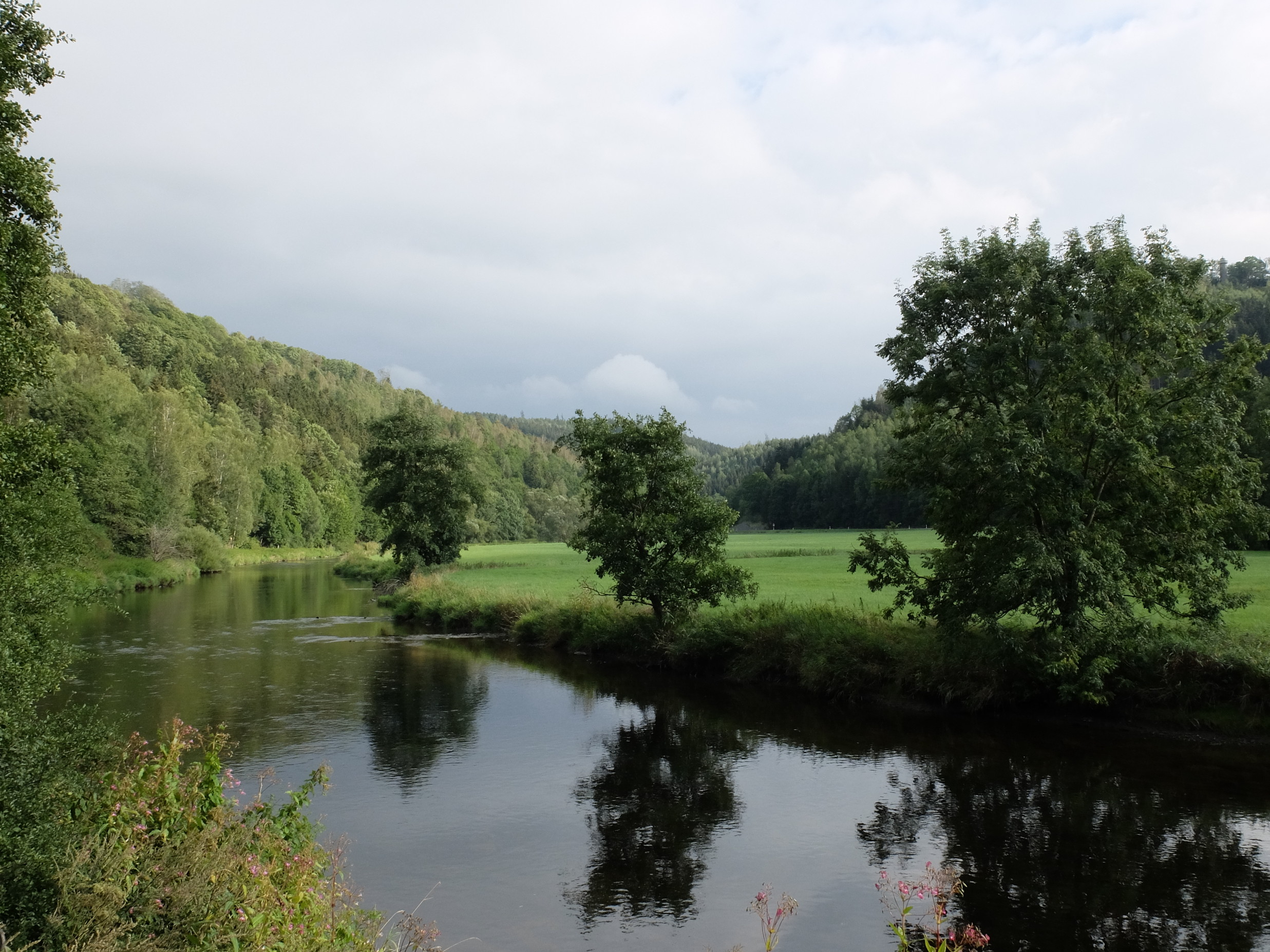
Die Saale bei Blankenberg bildet die Grenze zwischen Thüringen und Bayern

Zu den Sehenswürdigkeiten der Gemeinde gehört die ehemalige Papierfabrik mit der 1903 gebauten und 1906 in Betrieb genommenen Papiermaschine, die als die zweitälteste Papiermaschine in Deutschland gilt.
Am früheren Standort der Burg sind deren seit Beginn der 1990er Jahre freigelegten Reste zu besichtigen. Der Turnierplatz ist mit dem neu gemauerten Tor wieder deutlich zu erkennen. Die Stützmauern wurden zum Teil neu errichtet; ein Schlossgarten mit Pavillon wurde angelegt. Das Kreuzgewölbe des Rittergutsgebäudes wurde restauriert und dort eine kleine Sammlung von Fundstücken der Ausgrabungen eingerichtet. Ein Modell des Schlosses im Maßstab 1:10 wurde auf einem Rondell am Fuß der Ruine aufgestellt.
Da Blankenberg auf einem Bergsattel über der Saale liegt, bieten einige neu gestaltete Aussichtspunkte einen Blick auf das Saaletal. Vom Zigeunerhügel und vom Hochzeitskorb bieten sich Blicke auf Blankenstein und Lichtenberg. Vom Schlossgarten aus schweift der Blick hinab ins Saaletal, nach Kemlas und Berg.

## Wirtschaft und Infrastruktur
Seinen Aufschwung und Wohlstand verdankt Blankenberg den Wasserkräften der Saale. Eine Mühle wurde urkundlich 1371 erwähnt, als Kaiser Karl IV. mit seinem Sohn Wenzel am 23. März des genannten Jahres von den Vögten von Gera die Feste Blankenberg kaufte. Dabei wurde die Mühle ausdrücklich hervorgehoben. Es handelte sich um eine Wassermühle, die auf einer Karte aus dem Jahre 1757 eingezeichnet war, später aber abbrannte. Spuren des Mühlgrabens sind noch unterhalb der Angerhäuser an der Saale vorhanden. Auf der erwähnten Karte ist außerdem eine Papiermühle eingetragen, die sich in der zweiten Hälfte des 18. Jahrhunderts im Besitz des Papierhändlers Johann Wolfgang Rahm aus Hof in Bayern befand.

### Papierfabrik Blankenberg
Die Papierherstellung in Blankenberg ist eng mit der Familie Flinsch verbunden. Adam Erdmann Flinsch (1757–1828) pachtete von dem damaligen Inhaber Rahm die Papiermühle zu Blankenberg und betrieb sie bis ins vorgerückte Alter. Der älteste Sohn, der am 9. Mai 1788 in Blankenberg geborene Johann Christian Flinsch, erwarb die Papiermühle in den 20er Jahren des 19. Jahrhunderts. Seine drei Brüder, Ferdinand Traugott, Carl und Heinrich Flinsch, alle in Blankenberg geboren, machten den Namen Flinsch zu einer angesehenen Marke in der Papierbranche. 1842–1843 bauten die Brüder die väterliche Papiermühle Blankenberg in eine Maschinenpapierfabrik um. Die Papiermaschine hatte eine Breite von 60 Zoll (1525 mm) und stammte von der Firma Bryan Donkin in London. Nach dem Umbau beschäftigte der Betrieb 70 Arbeitnehmer und stellte eine Erwerbsmöglichkeit für die Bewohner dar, zumal ungefähr um diese Zeit der Bergbau zum Erliegen kam.
Am 6. Dezember 1894 kaufte der Besitzer der im Nachbarort Blankenstein ansässigen Papierfabrik, Gotthelf Anton Wiede, die Blankenberger Papierfabrik. Das Kaufobjekt bestand aus der Papierfabrik mit Zubehör, Wald, Wiesen, Feldern, dem alten Hammerwerk Katzenhammer nebst Wohnhaus und Stallgebäuden und dem Dorfhaus Nr. 102. Das Herrenhaus mit Garten sowie ein Wald von 80 Hektar auf bayerischer Seite kamen zusammen mit dem Wolfstein nebst eigener Jagdgerechtigkeit hinzu.

### Verkehr
Mit der Linie 720 der KomBus hat Blankenberg Anschluss an die Städte Bad Lobenstein, Schleiz und Tanna.

## Persönlichkeiten
- Ferdinand Traugott Flinsch (1792–1849), Papierfabrikant
- Friedrich Oelze (1873–1954), Pädagoge und Politiker (DNVP)

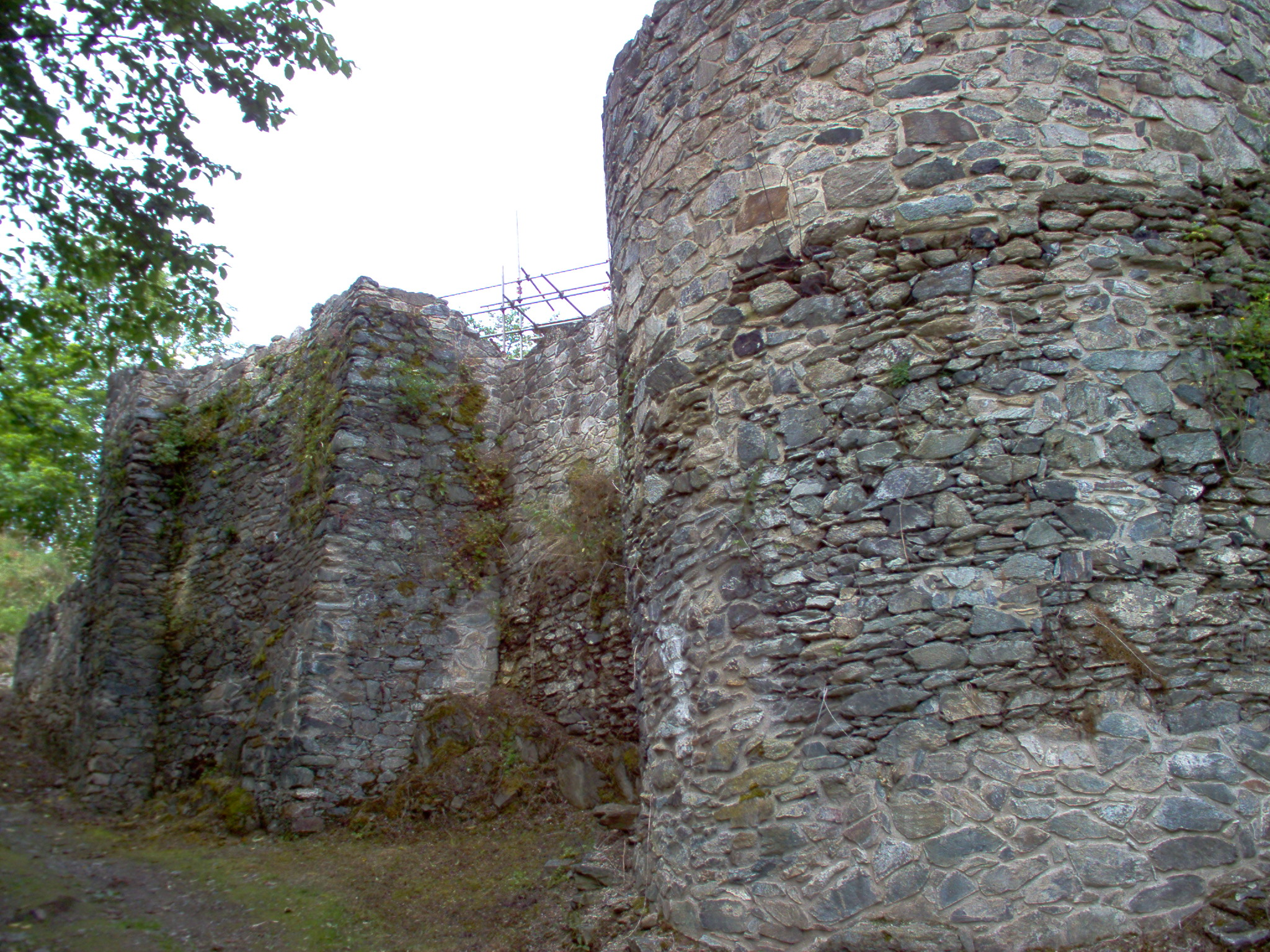
Burgruine Blankenberg
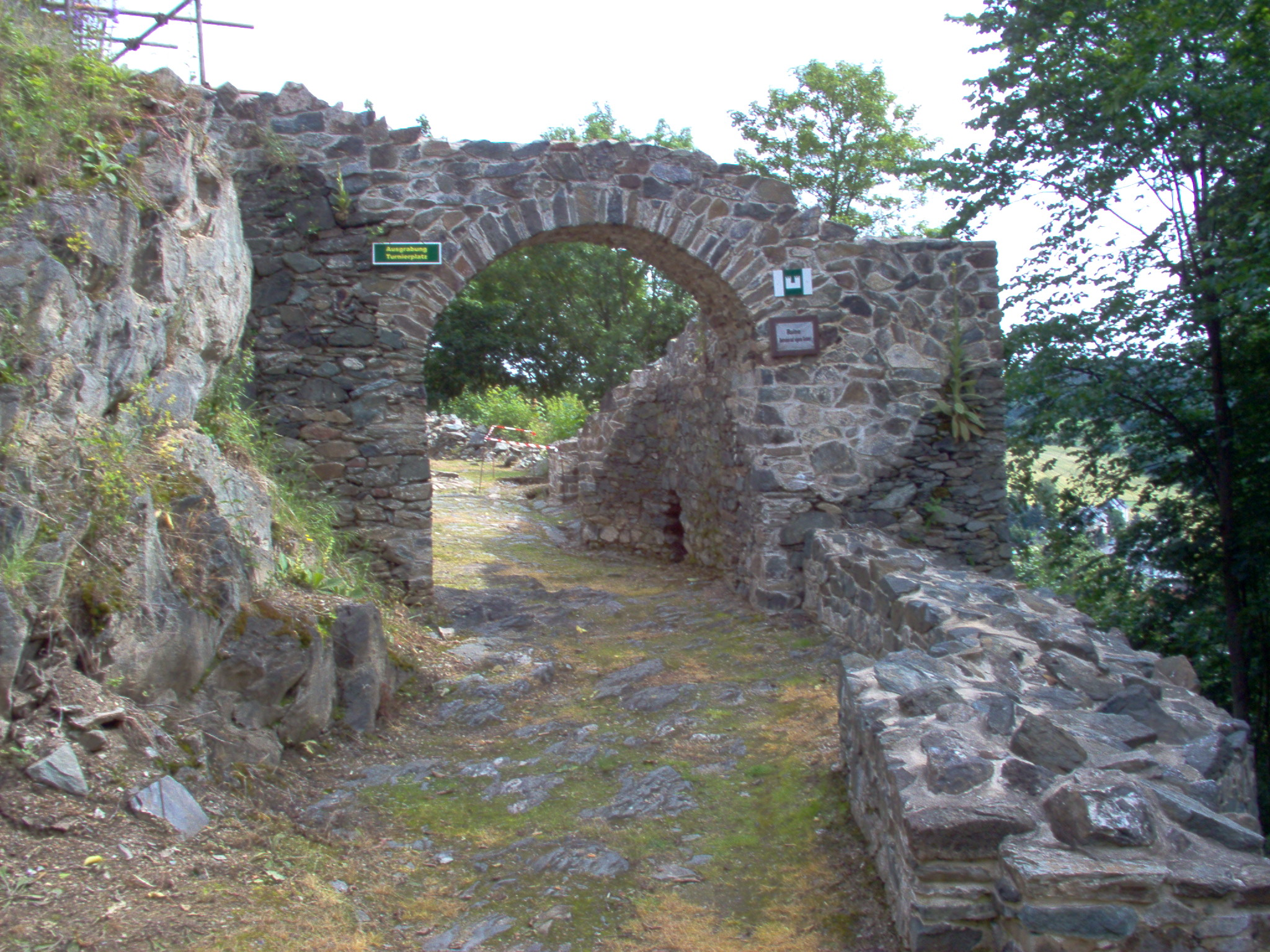
Torbogen zum Turnierplatz
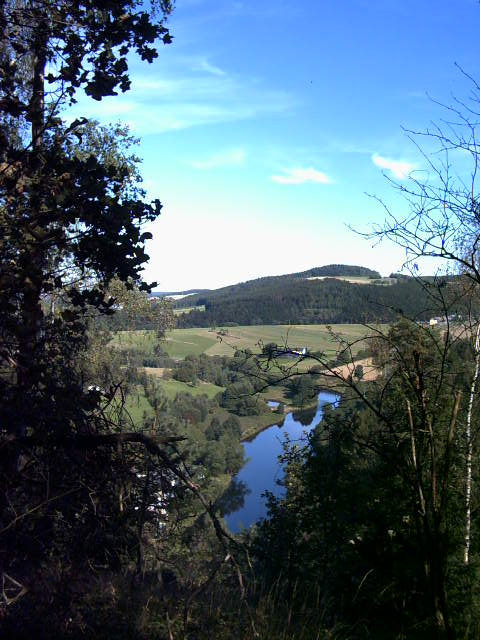
Saaletal bei Blankenberg